# Khaled Korbi
Khaled Korbi (in arabo خالد القربي‎?; Tunisi, 16 dicembre 1985) è un ex calciatore tunisino, di ruolo centrocampista.